# Ligne de l'Eendracht
La ligne de l'Eendracht (en néerlandais : Eendrachtslinie) est l'une des plus anciennes lignes de défense des Pays-Bas. Le but de cette ligne était de protéger la navigation dans les eaux de l'Eendracht (nl) et de défendre la Zélande, en particulier l'île de Tholen, contre une attaque des troupes espagnoles en provenance du Brabant-Septentrional. Après la construction de la ligne de défense du Brabant occidental (nl), les fortifications ont  pris le rôle d'une ligne de réserve.

## Histoire

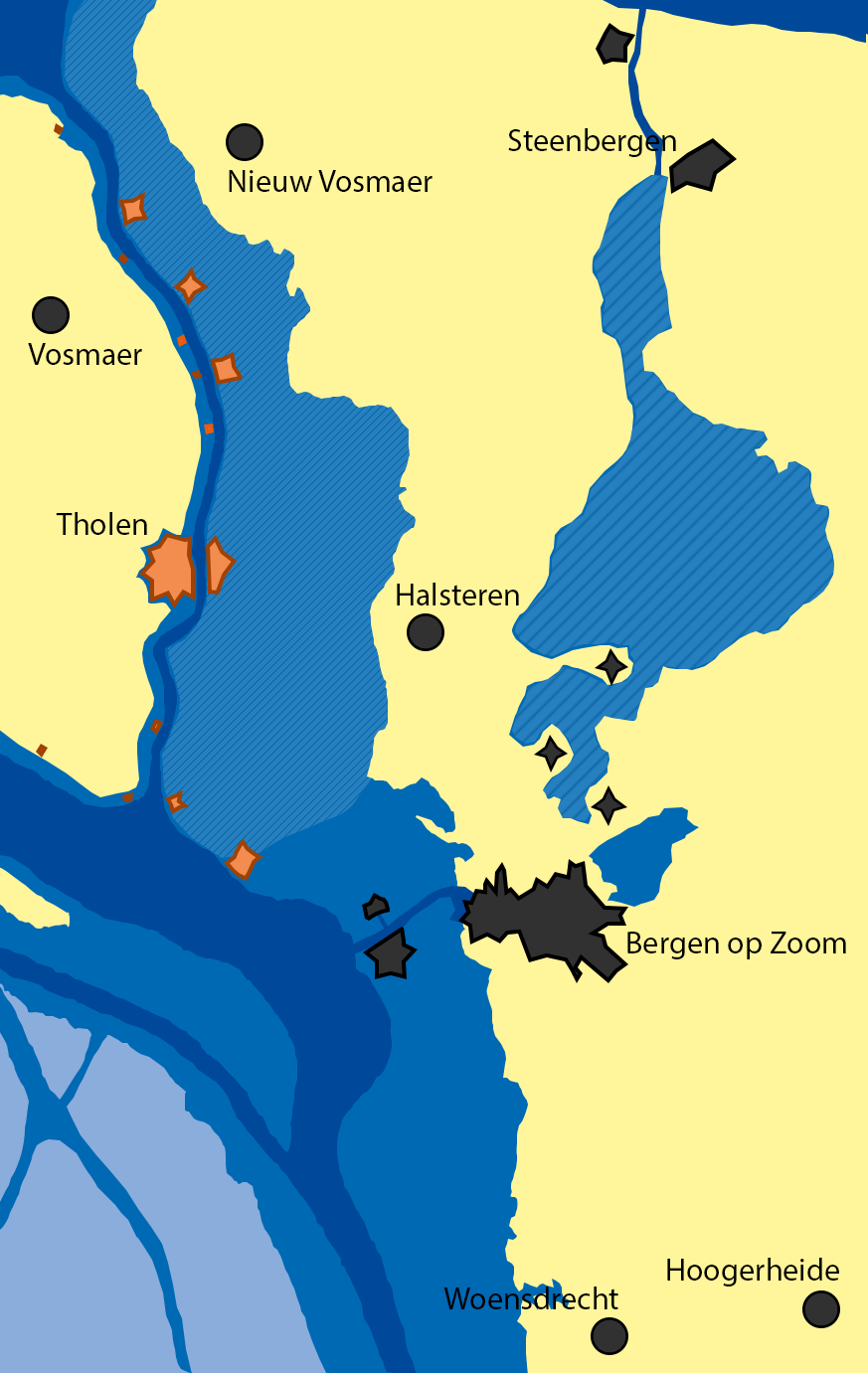
Ligne de l'Eendracht (1620).

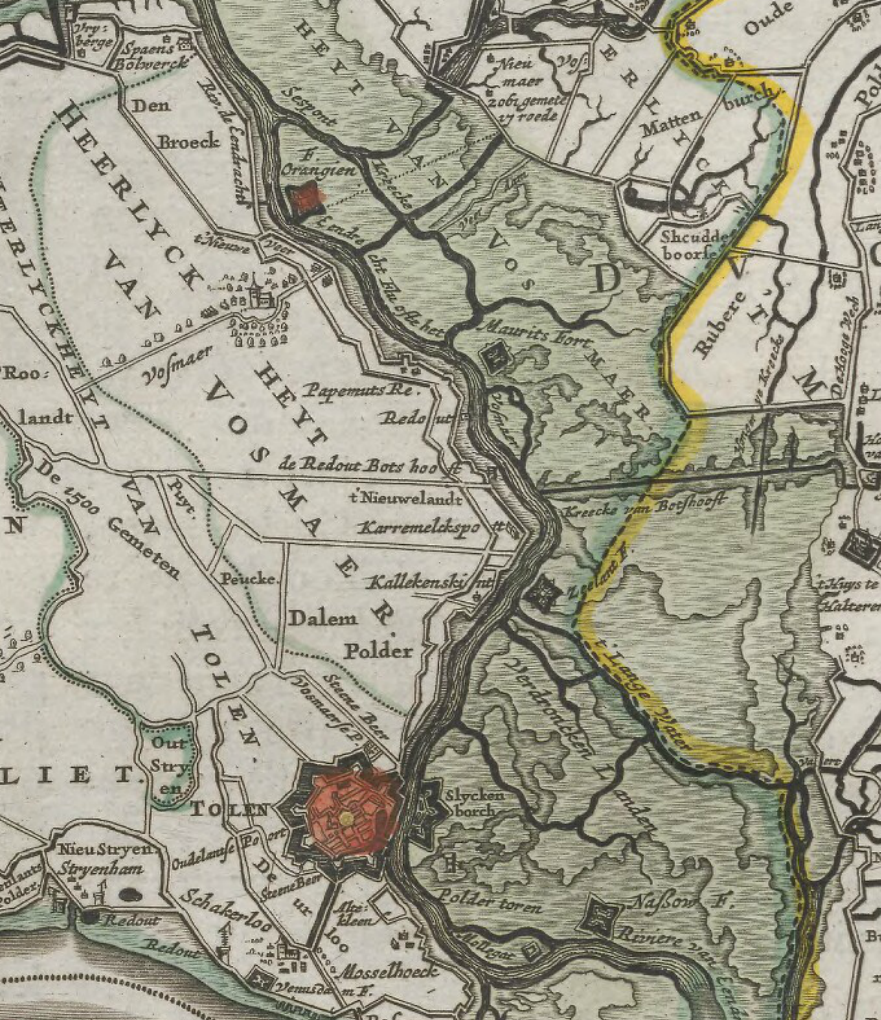
Ligne de l'Eendracht dans l'atlas de Blaeu (1648).

Au début de la guerre de Quatre-Vingts Ans, il existe la menace d'une attaque espagnole contre les villes rebelles de Zélande et de la région autour de Berg-op-Zoom. Par exemple, en 1582, Steenbergen a été occupée par les Espagnols et en 1588, la ville de Berg-op-Zoom a été assiégée par Alexandre Farnèse (dont le siège a été levé en 1590 par Maurice de Nassau). Il y eut aussi des tentatives répétées d'occuper l'île de Tholen.
Afin d'améliorer la défense, les polders nouvellement établis à l'ouest de Steenbergen et Halsteren ont été inondés entre 1583 et 1585, localisés à l'est de l'Eendracht au nom des États généraux et de Guillaume d'Orange. Les digues des terres du Nord près de Berg-op-Zoom ont également été percées sous la menace espagnole. Après que celles-ci aient déjà été endommagées par les tempêtes successives de 1530 (celle de la Saint-Félix), 1532 (celle de la Toussaint), 1552 (celle de la Saint-Pons (nl)) et 1570 (celle de la Toussaint), cela signifiait la fin définitive de ces polders. Et les terrains ont été inondés régulièrement au fil des marées, et en raison de leur caractère inhospitalier, les attaques espagnoles ont toujours été repoussées, les soldats se noyant souvent dans les zones inondées à marée haute ou se retrouvant piégés dans la boue des marais à marée basse, ce qui en faisait des cibles faciles pour les tirs de mousquets.
Dans la période de 1578 à 1595, diverses fortifications ont été construites le long des deux rives de l'Eendracht, principalement des forts quadrangulaires (nl) et des redoutes. Du côté de la ville de Tholen, les fortifications suivantes apparaissent du nord au sud :
- La redoute Den Hemel, située près du polder de Vrijbergen et du Hemelkreeken, construite avant 1594.
- Le fort Spaans Bolwerck, situé dans le polder Hikke, construit avant 1625.
- Het Nieuwe Veer (La nouvelle plume).
- La redoute Papemutse. Le nom fait référence à la coiffe carrée portée par un prêtre catholique. Cette fortification était encore présente en 1748.
- La redoute Karnemelksepot (Pot de babeurre).
- La redoute Kallekenskint. Nom peut-être dérivé de Kallen, signifiant parler de manière insignifiante ou dire des bêtises.
- La redoute Musselhoek.
- Le fort Rasernij a été nommé d'après le polder du même nom, et il est construit sur le polder de Vrouw Belie et le polder de Deurlo.
- Le fort Botshooft était probablement le plus ancien du côté de Tholen.

Dans la première phase (période 1584 - 1593) furent construits côté brabançon :
- La forteresse de Ses Pondt (1593) se trouvait à côté du ruisseau  't Gat van Ses Pondt.
- Le fort Grootendorst (1593). Cette forteresse a disparu avant 1650.
- Le fort De Drie Sluijskens a été construit sur le site où trois écluses contrôlaient la gestion de l'eau des polders Onze Lievevrouweland, Noordpolder et Nieuw Kijkuit.
- Le fort Het Mollegat a été construit avant 1588 sur le polder de Clampan et a disparu dans la période 1650 - 1670.
- La redoute Roert den Duvel (ou Beckaf).
- La redoute Het Geusegat.
- La forteresse en face de la ville de Tholen.

En 1589, l'Eendracht se renforce. En plus des forts déjà présents et de la zone inondée à l'est de l'Eendracht, les villes fortifiées de Steenbergen, Berg-op-Zoom et Tholen font partie de la ligne de fortification.
À l'exception du fort Mollegat, au cours des dernières années de la Trêve de Douze Ans (période 1615-1621), la plupart de ces défenses improvisées côté brabançon sont remplacées par un certain nombre de forts, qui forment alors la ligne avec la ville fortifiée de Tholen. L'ingénieur David van Orliens (ca. 1570 - 1652) fut chargé de cette construction par le conseil d'État de Zélande. Les forts avaient tous la même structure (quatre bastions et un fossé inondé). Le coût total de la construction s'élevait à 14 111 livres, perçus par les États généraux, le Conseil d'État et la province de Zélande. Au XVIIIe siècle, un des côtés d'un certain nombre de forts a été aménagé afin de devenir plus accessible pour l'approvisionnement et l'évacuation de matériaux.
- Le Fort Oranje (1619), construit pour remplacer le Fort Ses Pondt. Ce fort était situé dans la zone inondée près de Nieuw-Vossemeer (emplacement). Au cours du XIXe siècle, la forteresse tomba en ruine, puis disparut en 1869 lors de l'établissement du Beciuspolder.
- Le fort de Nassau (1619), construit pour remplacer la redoute de Roert den Duvel et celle de Geusegat, était situé à l'embouchure de l'Eendracht (emplacement). Il a joué un rôle dans la bataille de la Slaak. En 1682, le fort a été endommagé par un coup de vent, puis il n'a pas été restauré. Le Fort Tweedijk a été construit sur le même site.
- Le Fort Maurits (1620), construit pour remplacer le Fort Grootendorst. Comme le Fort Oranje, ce fort était situé dans la zone inondée près de Nieuw-Vossemeer (emplacement). Il est inclus en partie dans la digue de l' Eendrachtspolder (1679). Après les inondations catastrophiques de 1953, les derniers vestiges ont disparu lors de la construction de la nouvelle digue.
- Le Fort Zeelandia (ou Fort Zeeland, 1620), construit pour remplacer le Fort De Drie Sluijskens. Ce fort était à l'origine situé entre les marais salants de l'Eendracht (emplacement). Avec la construction de l' Auvergnepolder (1692) et de l' Oud Glimespolder (1688), il y avait une liaison permanente avec le continent. Le fort a été modifié plusieurs fois (notamment en 1747 et 1785). Après la vétusté, les derniers vestiges ont disparu en 1953 lors d'inondations catastrophiques.

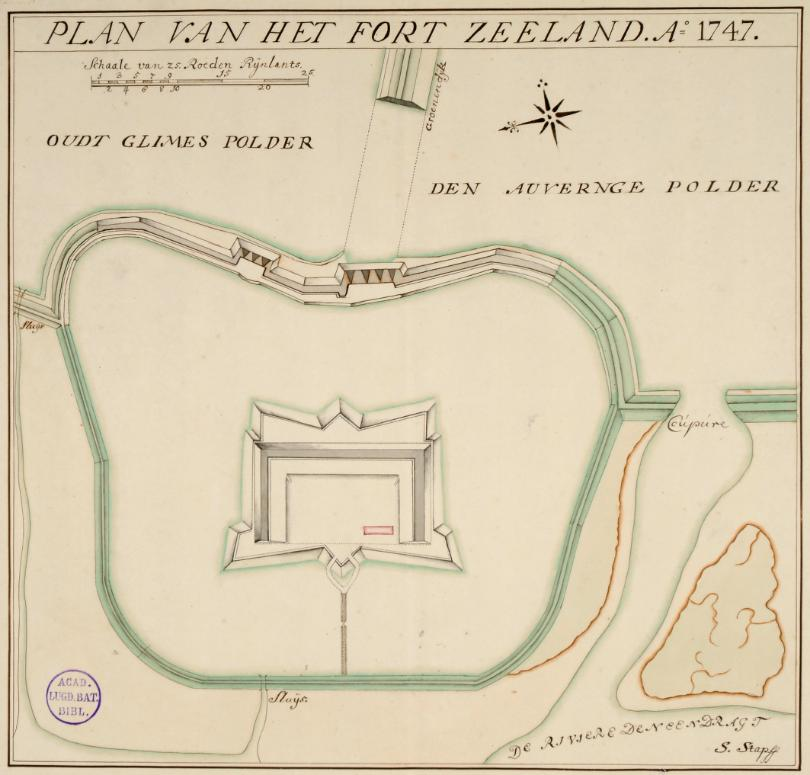
Le Fort Zeelandia (1747).

- l'ouvrage en couronne (ou ouvrage en corne) Slikkenburg, extension de la forteresse en face de la ville de Tholen (emplacement).

Avec la construction des nouveaux forts du côté brabançon, l'importance des forts du côté de Tholen a diminué, puis ils sont tombés en désuétude ou sont devenus des hameaux (comme Karnemelksepot et Nieuw Veer). La structure d'origine (redoutes carrées) est restée inchangée.
L'inondation de la ligne Eendracht était difficile à réguler en raison de la marée. La défense de Steenbergen s'est également avérée vulnérable. En conséquence, il a été décidé de construire la ligne de défense du Brabant occidental en 1628. L'importance de celle de l'Eendracht a diminué et est tombée en désuétude. Certainement aussi parce que les forts étaient vulnérables à l'eau de mer en raison de leur emplacement et nécessitaient plus d'entretien.
En 1712, la combinaison d'un mauvais entretien et d'une faible occupation permet aux Français de percer la ligne et de piller Tholen. Pendant les sièges de Berg-op-Zoom et Steenbergen, la ligne de l'Eendracht a été quelque peu restaurée et les forteresses délabrées ont été réparées. De nombreux forts ont reçu une fonction de batterie. Au cours de cette période, le Fort Suikerbrood (également appelé Fort Kladsendijk ou Fort Spalaar) a été construit. Cependant, après la capture de Berg-op-Zoom et l'attaque ratée de Steenbergen, les Français n'avancèrent pas en Zélande.
En 1794, lorsque les troupes françaises envahissent la République néerlandaise, la ligne est préparée pour la dernière fois, mais là encore elle n'est pas attaquée. Lorsque la décision de mettre à bas les fortifications de Tholen est établie en 1812, la ligne de l'Eendracht perd également de son utilité. De nombreux forts ne sont plus visibles sur les cartes de 1848, en partie parce qu'ils ont été fouillés, mais aussi parce qu'ils ont disparu sous les eaux lors de l'élargissement et de la canalisation de l'Eendracht (le futur canal Escaut-Rhin).
Les forts ont maintenant tous disparu, seuls les Forts Maurits et Zeelandia sont encore quelque peu reconnaissables dans le paysage.

## Fortification de l'Eendracht
Lors de la mobilisation de 1939, la fortification de l'Eendracht a été construite entre Halsteren et Tholen. La position utilisait l'ancien ouvrage de la couronne de Slikkenburg et se composait de divers emplacements de mitrailleuses à Tholen renforcés d'obstacles et de barbelés. De plus, l' Auvergnepolder a été inondée. Après la capitulation en mai 1940, la position est levée.

## Source
- (nl) Cet article est partiellement ou en totalité issu de l’article de Wikipédia en néerlandais intitulé « Linie van de Eendracht » (voir la liste des auteurs).